# Rodrigo Archubi
Rodrigo Javier Archubi (Remedios de Escalada, 6 giugno 1985) è un ex calciatore argentino, di ruolo centrocampista.
Possiede il passaporto greco.

## Carriera
Debutto nel 2003 con il Club Atlético Lanús della prima divisione Argentina guadagnandosi poi la chiamata nell'Argentina under 20 campionessa del campionato mondiale di calcio Under-20 nel 2005. Dopo 4 anni al Club Atlético Lanús, a causa di problemi disciplinari, viene trasferito in Grecia all'Olympiakos FC. Ritorna però presto in Argentina nel River Plate di Diego Pablo Simeone dove vince il Clausura 2008. Nel 2009, tuttavia, viene trovato positivo all'antidoping (marijuana) e viene squalificato per tre mesi. Il declino lo porterà a metà del 2011, in Kuwait nelle file del FC Kazma. Passa quindi, brevemente, ai brasiliani della Juventude FC e poi, nel 2012, al Boca Unidos de Corrientes, nelle serie inferiori argentine.

## Palmarès

### Nazionale
- Campionato mondiale Under-20: 1

Olanda 2005